# Провінція Наґато
Провінція Наґато (яп. 長門国 — наґато но куні, «країна Наґато»; 長州 — тьосю, «провінція Наґато») — історична провінція Японії у регіоні Тюґоку на заході острова Хонсю. Відповідає західній частині сучасної префектури Ямаґуті.
Провінцію Наґато дістала свою назву після перейменування провінції Анато (穴戸), яка була заснована у 7 столітті. Її адміністративний центр перебував у сучасному місті Тойоура, сучасне Сімоносекі.
Провінція Наґато славилася родовищами міді. Її відсилали до столиці як данину. Саме з міді цих земель було відлито статую «Великого Будди» у храмі Тодайдзі, в Нарі.
Наприкінці 12 століття провінція Наґато стала місцем бойвих дій між силами Тайра і Мінамото. У 1185 році відбулася морська битва при Данноура, яка поклала край існуванню головної лінії роду Тайра. Згодом провінцією заволодів рід Ходзьо, представники якого були фактичними правителями Камакурського сьоґунату.
У період Муроматі (1338—1573) провінція Наґато входила до складу володінь роду Оуті. Цей рід створив фактично незалежну державу в Західній Японії.
У період Едо (1603—1867) на території Наґато існував хан роду Морі, відомий як Тьосю-хан.
Внаслідок адміністративних реформ 1871 року провінція Наґато увійшла до складу префектури Ямаґуті.

## Повіти провінції Наґато
- Абу 阿武郡
- Аса 厚狭郡
- Міне 美祢郡
- Місіма 見島郡
- Оцу 大津郡
- Тойоура 豊浦郡